# Сценарио
Сценарио (или сценариј) план је драмског или филмског комада. Уметник који пише сценарио назива се сценариста. Филмски сценарији могу бити адаптирани за велико платно из неких извора као што су: 
- романи,
- драме,
- кратке приче,
- стрипови,
- видео игре,
- они могу бити написани директно за филм.

## Награде
Сваке године Америчка филмска академија дели награде за Најбољи оригинални сценарио и Најбољи адаптирани сценарио.